# Jardin des Olfacties
Il Jardin des Olfacties conosciuto anche come Jardin Botanique de Olfacties è un giardino botanico di 5 ettari di estensione, fondato nel 1942, sito a Coëx, nella regione dei Paesi della Loira (Francia), e specializzato in piante profumate. Ospita circa 3000 tipi di piante in dieci giardini a tema. Notevole è la sua raccolta di "garofani selvatici". È aperto tutti i giorni nei mesi più caldi dell'anno e si paga un biglietto di ingresso.